# پروبیوتیک
پروبیوتیک‌ها (Probiotics) میکروب‌های زنده‌ای هستند که با ادعای ارائه فواید سلامتی هنگام مصرف، معمولاً با بهبود یا بازسازی فلور میکروبی دستگاه گوارش، ترویج می‌شوند. پروبیوتیک‌ها به عنوان افزودنی مجاز در نظر گرفته می‌شوند، اما ممکن است در موارد نادر باعث تعامل باکتری-میزبان و اثرات جانبی دارو ناخواسته شوند. شواهدی وجود دارد که نشان می‌دهد پروبیوتیک‌ها برای برخی شرایط مفید هستند، مانند کمک به کاهش برخی از علائم سندرم روده تحریک‌پذیر (IBS). با این حال، بسیاری از ادعاهای مربوط به فواید سلامتی، مانند درمان اگزما، فاقد پشتوانه علمی قابل توجه هستند.
اولین پروبیوتیک کشف شده، گونه خاصی از باسیلوس در ماست بلغاری بود که Lactobacillus bulgaricus نام داشت. این کشف در سال ۱۹۰۵ توسط پزشک و میکروبیولوژیست بلغاری استامن گریگوروف انجام شد. نظریه امروزی عموماً به برنده جایزه نوبل روسی، ایلیا مچنیکو، نسبت داده می‌شود که حدود سال ۱۹۰۷ فرض کرد که دهقانان بلغاری که ماست مصرف می‌کنند، عمر طولانی‌تری دارند.
رشد بازار پروبیوتیک‌ها منجر به نیاز به الزامات سختگیرانه‌تر برای پزشکی مبتنی بر شواهد در مورد مزایای احتمالی منتسب به میکروارگانیسم‌هایی شده است که ادعا می‌شود پروبیوتیک هستند. اگرچه برخی شواهد ادعا می‌کنند که مزایایی برای استفاده از پروبیوتیک‌ها وجود دارد، مانند کاهش ناراحتی لوله گوارش، بهبود دستگاه ایمنی، تسکین یبوست، یا اجتناب از سرماخوردگی، چنین ادعاهایی وابسته به سویه خاصی هستند و نمی‌توان آن‌ها را به سایر سویه‌ها تعمیم داد.
تا سال ۲۰۱۹، درخواست‌های متعددی از سوی تولیدکنندگان اروپایی مکمل‌های پروبیوتیکی برای تأیید ادعای سلامتی توسط سازمان ایمنی غذایی اروپا به دلیل شواهد ناکافی در مورد مکانیسم یا اثربخشی مفید، رد شده است.

## تعریف
گزارشی در اکتبر ۲۰۰۱ توسط سازمان جهانی بهداشت (WHO) پروبیوتیک‌ها را اینگونه تعریف می‌کند: «میکروارگانیسم‌های زنده‌ای که وقتی به میزان کافی تجویز شوند، فواید سلامتی برای میزبان به ارمغان می‌آورند.» به دنبال این تعریف، یک گروه کاری که توسط فائو (FAO)/WHO در مه ۲۰۰۲ تشکیل شد، «راهنمای ارزیابی پروبیوتیک‌ها در مواد غذایی» را منتشر کرد.
آن تلاش جهانی اولیه در سال ۲۰۱۰ توسعه بیشتری یافت؛ دو گروه متخصص از دانشمندان دانشگاهی و نمایندگان صنعت، توصیه‌هایی را برای ارزیابی و اعتبارسنجی ادعاهای سلامتی پروبیوتیک‌ها ارائه کردند. همان اصولی که از این دو گروه پدید آمد، در «راهنما» سازمان خواربار و کشاورزی ملل متحد/سازمان جهانی بهداشت در سال ۲۰۰۲ بیان شده بود. این تعریف، اگرچه به‌طور گسترده پذیرفته شده است، اما برای سازمان ایمنی غذایی اروپا قابل قبول نیست زیرا شامل یک ادعای سلامتی است که قابل اندازه‌گیری نیست.
گروهی از متخصصان علمی در اکتبر ۲۰۱۳ در کانادا گرد هم آمدند تا در مورد دامنه و استفاده مناسب از اصطلاح «پروبیوتیک» بحث کنند و این تعریف را به «میکروارگانیسم‌های زنده‌ای که وقتی به مقدار کافی تجویز شوند، فواید سلامتی برای میزبان به ارمغان می‌آورند» تغییر دهند.

## در غذا
کشت‌های پروبیوتیک زنده بخشی از محصولات لبنی تخمیری، سایر غذاهای تخمیری و غذاهای غنی‌شده با پروبیوتیک هستند.
باکتری اسید لاکتیک (LABs)، که باکتری‌های تخمیرکننده مواد غذایی هستند، توانایی جلوگیری از فساد مواد غذایی را دارند و می‌توانند ارزش غذایی غذاهایی را که در آن‌ها زندگی می‌کنند بهبود بخشند. تخمیر اسیدی (و همچنین نمک زدن) به دلیل هزینه کم و نیاز انرژی پایین، همچنان یکی از کاربردی‌ترین روش‌های نگهداری سبزیجات تازه، غلات و مخلوط‌های شیر و غلات است.
فلور روده انسان حاوی انواع مختلفی از باکتریها است. بسیاری از این باکتری‌ها برای گوارش بهینه غذا مفیدند. دسته‌ای از این باکتری‌ها که به باکتری‌های پروبیوتیک معروف هستند، علاوه بر کمک به گوارش، مولکول‌های پیچیده و ترکیباتی مانند ویتامینها و آنتی‌بیوتیکهای مختلف را تولید می‌کنند که برای بدن مفید است. منبع باکتری‌های پروبیوتیک لبنیات و میوه‌ها هستند.
اداره غذا و کشاورزی سازمان ملل متحد(FAD) و سازمان بهداشت جهانی (WHO)پروبیوتیک را اینگونه تعریف می‌کند:
«میکروارگانیسم‌های زنده ای که وقتی به مقدار کافی تجویز شوند برای میزبان مفید است.» بر این اساس، باکتری‌های پروبیوتیک موجود در محصولات خوراکی، نه تنها باید دارای مشخصه‌های عملکردی و سودمند برای سلامتی انسان باشند بلکه از قابلیت ماندگاری در دستگاه گوارش هم برخوردار باشند. این ویژگی‌ها شامل رشد و بقای ارگانیسم‌ها در روند تولید محصول، نگهداری، و پس از مصرف حین انتقال از معده به روده است. پروبیوتیک‌ها بر تعادل باکتری‌های مفید و مضر روده تأثیر می‌گذارد و این تعادل را به نفع افزایش جمعیت باکتری‌های مفید تغییر می‌دهند، در حقیقت پروبیوتیک‌ها از همین طریق اثرات سلامت بخش خود را در بدن انسان القا می‌کند. دوز پروبیوتیک مصرف شده عامل مهمی است که بر تراکم میکروارگانیسم‌های موجود در بخش‌های مختلف دستگاه گوارش تأثیر می‌گذارد. پروبیوتیک‌ها همچنین قادرند اختلالات میکروبیوتای روده، پس از درمان آنتی‌بیوتیکی را به حداقل برسانند.

## واژه‌شناسی
از نظر لغوی، ریشه کلمه پروبیوتیک یونانی است، اما در واقع این کلمه متشکل از پیشوند لاتین «پرو» و کلمه یونانی باستانی «بایوس» است، ترکیبی لفظی که به معنای «برای زندگی» است. به‌طور کلی معرفی این مفهوم به دریافت‌کننده جایزه نوبل «الی مچنیکوف» نسبت داده می‌شود، وی در سال ۱۹۰۷ پیشنهاد داد که «وابستگی میکروب‌های روده به مواد غذایی دریافتی این امکان را فراهم می‌سازد که جمعیت میکروبی ساکن در بدن انسان را تغییر داده و میکروب‌های مفید را جایگزین میکروب‌های مضر کنیم». سازمان جهانی بهداشت، این اصطلاح را دربارهٔ «ارگانیسم‌های زنده‌ای» به کار می‌برد که در صورت مصرف به میزان لازم، اثرات «سلامت بخشی» برای میزبان خود فراهم آورند.
در ابتدای قرن بیستم اینطور تصور می‌شد که پروبیوتیک‌ها با بهبود توازن میکروبی (microbial) روده‌ای و جلوگیری از باکتری‌های بیماری‌زا و سم ساز منافعی برای بدن میزبان داشته باشند. امروزه بررسی‌های مفصل و ثبت شده‌ای در حال انجام است که تأثیرات ویژه پروبیوتیک‌ها را شامل تخفیف بیماری‌های تورم مزمن روده (chronic intestinal inflammatory diseases)، پیشگیری و درمان بیماری‌های اسهال زا (pathogen-induced diarrhea)، عفونت‌های دستگاه ادراری و تناسلی (urogenital infections) و گروهی از آلرژی‌ها (atopic diseases) و سندرم روده تحریک پذیر (Irritable bowel syndrome) و التهاب مزمن روده‌ای (Inflammatory Bowel Diseases) را شامل می‌شود.
پروبیوتیک، به‌عنوان صفت مواد غذایی حاوی این باکتری‌ها هم به‌کار می‌رود. پروبیوتیک‌ها نه فقط در غذای انسان بلکه امروزه در غذای پرندگان صنعتی نیز به فراوانی مورد استفاده قرار می‌گیرند.
از آنجا که فراورده‌های پروبیوتیکی حاوی باکتری‌هایی هستند که اثرات مفیدی در سلامتی مصرف‌کننده برجای می‌گذارند، باکتری‌های پروبیوتیک موجود در محصولات تجاری باید مشخصه‌های عملکردی و سودمند خود برای سلامتی را که در اصل برای آن انتخاب شده‌اند حفظ کنند. این ویژگی‌ها شامل رشد و بقای ارگانیسم‌ها در روند تولید محصول، نگهداری، و پس از مصرف در حین انتقال از معده به روده می‌باشند. دوز پروبیوتیک مصرف شده عامل مهمی است که بر تراکم موجود در بخش‌های مختلف دستگاه گوارش تأثیر می‌گذارد. در کانادا سطح سویه (strain) پروبیوتیک باید در یک واحد معین از مواد غذایی اعلام شود و آن واحد می‌بایست حداقل 109×0/1 cfu تعداد از یکی از باکتری‌های پروبیوتیک را داشته باشد. در افراد سالم، مصرف محصولات پروبیوتیک حاوی باکتری‌های مفید، مانند بیفید و باکتریوم‌ها و لاکتوباسیل‌ها، می‌تواند مزایای فیزیولوژیکی به همراه داشته باشد. پروبیوتیک‌ها در حفظ تعادل و ثبات میکروبیوتای روده نقش مهمی دارد؛ میکروبیوتا به عملکردهای گوارشی از جمله کنترل زمان انتقال، عادات روده، کنترل فراهمی زیستی مواد مغذی و مدولاسیون فعالیت سیستم ایمنی دستگاه گوارش کمک می‌کند. پروبیوتیک‌ها همچنین ممکن است اختلالات میکروبیوتای روده را پس از درمان آنتی‌بیوتیکی به حداقل برسانند. تعادل و ثبات ساختار تجمع میکروبی را می‌توان از طریق سطوح افزایش یافته بیفید و باکتریوم‌ها و لاکتوباسیل‌ها، ترجیحاً به قیمت از بین بردن باکتری‌های مضر بیشتر به دست آورد. پژوهش در مورد اثرات بهداشتی بالقوه پروبیوتیک‌های مکمل، عملکرد ایمنی، سرطان، اسهال وابسته به آنتی‌بیوتیک، اسهال مسافرتی، آلرژی‌ها، عدم تحمل لاکتوز، فشار و کلسترول خون، عملکرد سیستم ایمنی و تولید ویتامین را در بر می‌گیرد.
پروبیوتیک، به عنوان صفت مواد غذایی حاوی این باکتری‌ها هم به کار می‌رود. پروبیوتیک‌ها به دو صورت مصرف می‌شوند:
1. به صورت مکمل‌های غذایی به شکل پودر، شربت یا قرص.
2. . به صورت مواد غذایی غنی شده باپروبیوتیک‌ها، برای مثال اگر در تولید هرگونه فراورده لبنی تخمیری همچون ماست، از باکتری‌های پروبیوتیکی استفاده شود، محصول حاصل را پروبیوتیک می‌نامند.

## نقش پروبیوتیک‌ها
روده انسان حاوی انواع بسیاری از باکتری‌ها (مفید_مضر و خنثی) است؛ که باید توازن باکتری‌های روده در بدن انسان برقرار باشد در غیر این صورت علاوه بر مختل شدن وظایف فلور روده باعث آکنه، آلرژی غذایی، خستگی مفرط، افسردگی، سردرد و … می‌شود. البته لازم است ذکر شود که در افراد سالم باکتری‌های مفید غالب هستند.
باکتری‌های مفید در تولید ترکیبات مورد نیاز بدن مانند ویتامین‌ها و اسیدهای آلی نقش مؤثری به عهده دارند. در مقابل، باکتری‌های مضر ترکیبات سمی و سرطان زا تولید می‌کنند؛ بنابراین اگر باکتری‌های مضر در روده غالب بشوند نه تنها ترکیبات مغذی و ضروری تولید نمی‌شوند بلکه میزان ترکیبات مضر نیز افزایش می‌یابد.
در یک مطالعه بزرگ که بر روی بیش از ۴۵۰۰۰ نفر صورت گرفت و در ژورنال بین‌المللی سرطان منتشر شد مشخص شد که مصرف ماست با کاهش خطر ابتلا به سرطان روده بزرگ مرتبط بوده است. محققان اظهار داشتند که اثر محافظتی ماست به دلیل حفظ سلامت دستگاه گوارش است که به دلیل پروبیوتیک‌ها و باکتری‌های سالم موجود در آن رخ می‌دهد.
فلور روده(gut flora) شامل میکرو ارگانیسم‌هایی است که به‌طور طبیعی در مجاری گوارشی، به صورت همزیستی مسالمت آمیز، زندگی کرده و در سلامت انسان یا میزبان نقش دارند.
درون دستگاه گوارش همه جانوران این فلور روده‌ای وجود دارد. جانورانی که کاملاً در شرایط بدون باکتری پرورش می‌یابند، بیش از جانوران عادی که فلور روده آن‌ها شکل گرفته است، آسیب پذیرتر هستند. ترکیب فلور روده هر جانور، ویژهٔ همان جانور است.
کل بدن یک انسان به‌طور میانگین از 1014 (۱۰ به توان ۱۴ معادل ۱۰۰ تریلیون) سلول تشکیل یافته است. شمار میکروارگانیزم‌های موجود در روده ۱۰ برابر کل سلول‌های بدن فرد است.
باکتری‌ها بخش عمده فلور روده را به خود اختصاص داده‌اند، به‌طوری که ۳۵ تا ۵۰ درصد قولون (روده بزرگ) از باکتری‌ها تشکیل یافته است. ۶۰ درصد توده مدفوع را باکتری‌ها تشکیل می‌دهند. چیزی حدود ۳۰۰ تا ۱۰۰۰ گونه میکروارگانیسم مختلف در روده‌ها زیست می‌کنند.
مخمرها نیز بخش کوچکی از این فلور را به خود اختصاص داده‌اند. ۴۰۰ تا ۸۰۰ گونه باکتری در روده‌ها به‌سر می‌برند. عمده باکتری‌های روده باریک «گرم مثبت» هستند، اما باکتری‌های روده بزرگ «گرم منفی» می‌باشند. روده بزرگ از لحاظ متابولیکی یکی از فعالترین عضوهای بدن بشمار می‌آید.
بخش‌های ابتدایی قولون مسئول تخمیر کربوهیدراتها و بخش‌های انتهایی وظیفه شکستن پروتئین‌ها و اسیدهای آمینه را بعهده دارند. ۹۹ درصد باکتری‌های روده غیر هوازی می‌باشند، و در روده کور(cecum) باکتری‌های هوازی بیشترین تراکم را دارند.
باکتری‌های سودمند روده عمدتاً از جنس Bacteroides,Clostridium,FusobacteriumEubacterium , Ruminococcus , Peptococcus ,Peptostreptococcus, Bifidobacterium, Escherichia , Lactobacillus است.
باکتروئیدها (Bacteroides) به تنهایی ۳۰ درصد کل باکتری‌های روده را تشکیل می‌دهند.
تنها مخمرهای موجود در روده‌ها شامل کاندیدا (Candida)و ساکارومیس (Saccharomyces) می‌باشند.
روده بزرگ حاوی باکتری‌های مضر نیز است، اما میزان باکتری‌های مفید بایستی حداقل ۸۵ درصد کل میکروارگانیسم‌های روده را تشکیل بدهند، تا سلامت میزبان تضمین شود.
فلور میکروبی روده وابستگی زیادی به ماده غذایی مورد استفاده شخصی دارد، بنابراین می‌توان فلور میکروبی روده را تغییر داد و میکروب‌های مفید را جایگزین انواع مضر آن کرد.
پروبیوتیک‌ها به تحریک رشد باکتری‌های مفید روده یا به کاهش بیماری‌زایی میکروب‌های مضر کمک می‌کنند و اثربخشی آن‌ها تا زمانی است که پروبیوتیک مصرف شود.
علاوه بر کمک به گوارش مولکول‌های پیچیده، ترکیباتی مانند ویتامین‌ها و آنتی‌بیوتیک‌های مختلف را تولید کرده که برای بدن مفید است. منبع باکتری‌های پروبیوتیک لبنیات و میوه‌ها هستند.

## منافع مصرف پروبیوتیک‌ها
1. کاهش مقاومت لاکتوز. چراکه (LAB) باعث تبدیل لاکتوز به اسید لاکتیک می‌گردد.
2. جلوگیری از سرطان کولون، روده باریک، کبد و پستان.
3. کاهش کلسترول خون و میزان جذب آن از روده (با تجزیه صفرا در روده)
4. کاهش فشار خون.
5. بهبود و تقویت سیستم ایمنی و جلوگیری از عفونت‌ها.
6. درمان و پیشگیری از اسهال حاد.
7. کاهش التهابات روده‌ای.
8. کاهش آلرژی غذایی یا اگزما در کودکان.
9. بهبود جذب مواد معدنی و ویتامینها.
10. بهبود علایم نشانگان روده تحریک پذیر و کولیت (ورم مخاط روده بزرگ)
11. جلوگیری از رشد و تکثیر باکتری‌های مضر.
12. درمان و پیشگیری از عفونتهای مخمری مهبل، اسهال مرتبط با مصرف آنتی‌بیوتیک‌ها، آفت دهان، پوسیدگی دندان‌ها، ورم مهبل (واژینیت)، پای ورزشکاران، عفونتهای قارچی، برفک (کاندیدیاز دهانی).
13. بهبود عمل گوارش و جذب مواد غذایی.
14. کمک به ساخت ویتامین‌های گروه B و K.

## نقش پروبیوتیک
نسل جدید محصولات لبنی
در حال حاضر فراورده‌های پروبیوتیکی مختلفی در جهان تولید و عرضه می‌شوند. انواع نوشیدنی‌های پروبیوتیک، شیر، انواع پنیر، دوغ و ماست نوشیدنی، ماست سفت یا هم زده، بستنی، خامه ترش، شیر بدون چربی و نوشیدنی‌های به دست آمده از دوغ، کره از جمله این محصولات هستند. ماست یکی از محصولاتی است که به عنوان یک فراورده پروبیوتیک بالقوه، توجه زیادی را به خود جلب کرده است.
ماست پروبیوتیک علاوه بر تأمین باکتری‌های زنده، مواد مغذی با ارزشی هم چون کلسیم و پپتیدهای بیولوژیک در اختیار بدن قرار می‌دهند. بر این اساس بازار ماست‌های پروبیوتیکی در سراسر جهان رشد زیادی را نشان می‌دهد، به طوری که بخش قابل ملاحظه‌ای از ماست‌های عرضه شده حاوی باکتری‌های پروبیوتیک است. سهم این نوع ماست‌ها در اروپا بین ۵ تا ۲۰ در صد بازار برآورد می‌شود. در فرانسه نیز ۱۰ درصد ماست‌ها ی عرضه شده از نوع پروبیوتیکی است و تولید این محصولات سالانه ۳ درصد افزایش می‌یابد. کلیه فراورده‌های لبنی پروبیوتیک از جمله ماست پروبیوتیک را بایستی تا هنگام مصرف، سرد نگه داشت تا هم میزان زنده ماندن باکتری‌هایی مفید و هم اثرات پایدار این فراورده‌ها را تضمین نمود.
ماست پروبیوتیک
امروزه مشتریان علاوه بر انتخاب میان ماست‌های کم چرب و پر چرب، یا ماست میوه‌ای با یک گزینهٔ دیگر هم روبه روهستند ماست پروبیوتیک.
ماست پروبیوتیک یک ماست غنی شده است که با استفاده از آن نه تنها می‌توان از مزایای ماست بهره برد بلکه می‌توان باکتری‌های مفید و لازم را نیز از این طریق تأمین کرد. این محصول در دمایی بین ۳۸ تا ۴۵ درجه سانتی گراد تهیه می‌شود و منبع غنی از کلسیم و ویتامین k است و حاوی مقادیر زیادی میکروارگانیسم‌های مفیدی است که به تعادل داخل بدن کمک می‌کند.
این ماده لبنی حاوی اسیدهای آمینه ضروری است که برای سلامت انسان مفید است. تریپتوفان یکی از این اسیدهای آمینه است که موجب جذب و ذخیره کلسیم و منیزیم می‌شود و در نهایت به تقویت سیستم عصبی منجر می‌شود.
امروزه در ایران ماست پروبیوتیک، دوغ پروبیوتیک و نوشیدنی‌های حاوی پروبیوتیک در بازار با نام‌های مختلفی عرضه می‌شود.

## فواید مکمل‌های پروبیوتیک
در افراد سالم، مصرف محصولات پروبیوتیک حاوی باکتری‌های مفید، مانند بیفیدوباکترها و لاکتوباسیلوس‌ها، می‌تواند اثرات مثبتی بر سلامت انسان به همراه داشته باشد. پروبیوتیک‌ها در حفظ تعادل و ثبات میکروبیوتای روده نقشی کلیدی دارند؛ میکروبیوتا به عملکردهای گوارشی از جمله تنظیم زمان انتقال مواد غذایی، عادات روده‌ایی، کنترل فراهمی زیستی (Bioavailability) مواد مغذی و تنظیم کارکرد سیستم ایمنی دستگاه گوارش کمک می‌کنند. بیفیدو باکتریوم انیمالیس لاکتیس - (BB-12) نیز که نوعی باکتری گرم مثبت است با صفرا، اسید معده و هیدرولاز نمک صفرا سازگاری داشته و میزان چسبندگی بالایی به مخاط روده دارد و از این رو در قیاس با سایر گونه‌های بیفید و باکترها در مقابل اسید معده و صفرا مقاومت بالایی نشان داده و می‌تواند به صورت زنده به روده‌ها رسیده و در بهبود سلامتی میزبان، ایفای نقش کند.
شواهد محدودی وجود دارد که نشان می‌دهد پروبیوتیک‌ها در مدیریت عفونت یا التهاب دستگاه ادراری مفید هستند. یک بررسی ادبیات نشان داد که مکمل‌های پروبیوتیک لاکتوباسیلوس سطح لاکتوباسیل‌های واژن را افزایش می‌دهند، بنابراین بروز عفونت‌های واژن را در زنان بالغ سالم کاهش می‌دهند.
پروبیوتیک‌ها همچنین قادرند اختلالات میکروبیوتای روده، پس از درمان آنتی‌بیوتیکی را به حداقل برسانند. از طرفی بهبود میکروبیوتای روده را می‌توان از طریق سطوح افزایش یافته بیفید و باکترها نسبت به لاکتوباسیل‌ها توصیف کرد که نتیجه این امر برقراری تعادل به سمت باکتری‌های مفید خواهد بود.
مکمل‌های پروبیوتیک بر کارکرد سیستم ایمنی، بهبود سرطان، اسهال ناشی از آنتیبیوتیک، اسهال مسافرتی، آلرژی‌ها، عدم تحمل لاکتوز، بهبود فشار خون، کلسترول افزایش یافته خون و تولید ویتامین در بدن، اثر مثبت می‌گذارند.

## پروبیوتیک در سندرم روده‌تحریک‌پذیر
پروبیوتیک‌ها می‌توانند در درمان سندرم روده‌تحریک‌پذیر مفید باشند. مصرف روزانه حداقل ۱۰ میلیون تا ۱۰۰ میلیون باکتری برای دست‌یابی به نتایج بهتر توصیه شده است. برخی تحقیقات اثربخشی پروبیوتیک‌ها در بهبود علائم آی‌بی‌اس را نشان داده‌اند. هرچند تحقیقات بیشتری برای ارائه پیشنهادهای شفاف دربارهٔ تأثیرات مفید پروبیوتیک‌ها مورد نیاز است.
در حال حاضر ماست‌هایی به نام ماست پروبیوتیک تولید می‌شود که می‌تواند در کاهش علائم آی‌بی‌اس مؤثر باشد. از مارس ۱۹۸۲ محصولاتی با نام سین‌بیوتیک نیز وارد بازار شده‌اند که حاوی پروبیوتیک و پربیوتیک می‌باشند. سین‌بیوتیک‌ها در واقع ترکیبی از پروبیوتیک و پربیوتیک هستند و می‌توانند در بهبود علائم آی‌بی‌اس بسیار مؤثر باشند. در ترکیب این محصولات علاوه بر باکتری، نوعی قند به نام فروکتواولیگوساکارید وجود دارد. یکی از علل ایجاد آی‌بی‌اس می‌تواند برهم خوردن بالانس باکتری‌ها در روده باشد. محصولات سین‌بیوتیک پس از رسیدن به روده فعالیت خود را آغاز می‌کنند؛ باکتری‌ها شروع به بازسازی فلور نرمال نموده و فروکتوالیگوساکارید نیز که مواد غذایی اختصاصی باکتری‌های مفید روده است، شرایط رشد را برای باکتری‌های مفید مهیا می‌کند. سین‌بیوتیک‌ها نوع اسهالی آی‌بی‌اس را با بازسازی فلور نرمال و نوع یبوستی آی‌بی‌اس را با افزایش حرکات روده بهبود می‌بخشند.

## استفاده از پروبیوتیک‌ها در کشاورزی و پرورش گل
پروبیوتیک‌ها که به مدت طولانی به عنوان عواملی مؤثر در بهبود سلامت روده و تجویزات گوارشی انسان شناخته شده‌اند، اکنون از طریق کودهای پروبیوتیک در حوزهٔ کشاورزی نیز جایگاه خود را پیدا کرده‌اند. این کودهای نوآورانه از توانایی میکروارگانیسم‌های مفید برای بهبود سلامت خاک، بهبود جذب مواد غذایی و افزایش عملکرد محصولات در یک روش پایدار و دوستدار محیط زیست استفاده می‌کنند. این میکروارگانیسم‌هایی مانند باسیلوس سوبتیلیس، با گیاهان و خاک یک رابطهٔ همزیستی ایجاد می‌کنند که به آن "میکروبیوم خاک" هم می‌گویند. به همان شکلی که قرص‌های پروبیوتیک به تعادل میکروبیوم روده در انسان‌ها کمک می‌کنند، این کودهای پروبیوتیک نیز به ایجاد تعادل میکروبیوم خاک کمک می‌کنند. مزایای کودهای پروبیوتیک:
1. افزایش دسترس‌پذیری مواد غذایی: کودهای پروبیوتیک به‌طور مؤثری مواد غذایی اساسی مانند نیتروژن، فسفر و پتاسیم را حل کرده و آن‌ها را برای جذب توسط گیاهان قابلیت بیشتری می‌دهند. این منجر به استفاده بهتر از مواد غذایی و کاهش نشت مواد غذایی می‌شود که آلودگی محیطی را کاهش می‌دهد.[۴۱]
2. بهبود ساختار خاک: میکروارگانیسم‌های موجود در کودهای پروبیوتیک نقش مهمی در تشکیل توده‌های خاکی دارند که ساختار خاک را بهبود می‌بخشند. این تغییرات منجر به افزایش نگهداری آب، تهویه، و نفوذ ریشه می‌شود که به‌طور کلی رشد بهتری را ترویج می‌دهد.
3. مهار بیماری‌ها: سویه‌های خاصی از باکتری‌های مفید در کودهای پروبیوتیک به عنوان عوامل کنترل زیستی علیه میکروب‌های بیماری‌زا عمل می‌کنند. آن‌ها در منطقهٔ ریشه گیاهان مستقر می‌شوند و پوشش محافظی ایجاد می‌کنند که رشد میکروب‌های مضر را متوقف می‌کند.
4. تحمل به استرس: گیاهانی که با پروبیوتیک‌ها درمان می‌شوند، معمولاً تحمل به استرس را بهبود می‌بخشند، سواء از خشکی، شوری یا سایر عوامل محیطی. این اجتماعات میکروبی که توسط پروبیوتیک‌ها ایجاد می‌شوند، به گیاهان در سازگاری بهتر با شرایط بدتر محیطی کمک می‌کنند.
5. کاهش وابستگی به مواد شیمیایی: با افزایش دسترسی به مواد غذایی و سلامت خاک، کودهای پروبیوتیک می‌توانند وابستگی به کودهای شیمیایی مصنوعی را کاهش دهند. این باعث ترویج شیوه‌های کشاورزی پایدار و کاهش اثرات اکولوژیکی کشاورزی می‌شود.[۴۲][۴۳]

##### روند انتشارات اخیر در مورد پروبیوتیک‌ها
توجه به مواد غذایی همواره یکی از موضوعات مهم در جوامع بشری بوده است. تاریخ علم نشان می‌دهد که با اولین نشانه‌های تمدن و پیشرفت علم، ارسطو و سایر مرزها خوردن غذاهای دارای خواص دارویی و کاربردی را توصیه کرده‌اند. در قرن اخیر و به ویژه با توجه به مقاومت آنتی‌بیوتیکی، استفاده از مواد غذایی کاربردی بیش از پیش مورد توجه انسان مدرن قرار گرفته است. بدون شک پروبیوتیک‌ها یکی از مهم‌ترین مواد غذایی کاربردی هستند. بلافاصله پس از معرفی این موضوع در اواخر دهه ۱۹۰۰، سیل تحقیقات و مقالاتی در این زمینه توسط میکروبیولوژیست‌ها، بیوتکنولوژیست‌ها، محققان مواد غذایی و داروسازان گزارش شد. هدف خاص این نامه تمرکز بر مقالات تحقیقاتی منتشر شده در چند سال اخیر در مجلات «گزارش‌های بیوتکنولوژی کاربردی»، «مجله میکروبیولوژی ایران» و «بیوتکنولوژی کاربردی غذا» (به عنوان مجلات نمونه) با هدف روشن است. طبقه‌بندی گزارش‌ها در علم و فناوری پروبیوتیک در همه جنبه‌ها: از جنبه‌های غربالگری و فن‌آوری گرفته تا خواص مفید برای سلامت، پزشکی و آلودگی‌های زیستی. یکی از امیدوارکننده‌ترین جنبه‌های پروبیوتیک‌ها مفهوم بومی و آشنایی آنها با بدن و زندگی انسان بود. عملاً قرار نبود چیزی در جایی که نبود یا نباید وارد شود. بلافاصله پس از معرفی موضوع در اواخر دهه ۱۹۰۰، سیل تحقیقات و مقالات در چندین جنبه از جمله ویژگی‌های کلی، عملکردی و فنی ارائه شد. ۱–۳۹ محققین غربالگری پروبیوتیک‌ها را از غذا، انسان و محیط آغاز کردند.

## معادل‌های انگلیسی
1. ↑  Probiotics
2. ↑  Synbiotics
3. ↑  Prebiotic
4. ↑  Fructo-Oligosaccharides
5. ↑  Friendly Bacteria